# Bear Valley (skigebied)
Bear Valley is een wintersportgebied in de Sierra Nevada in de Amerikaanse staat Californië. Het bevindt zich ten noorden van het gelijknamige gehucht in het westen van Alpine County.
Er kan geskied worden op zo'n 520 hectare hooggebergte. Er zijn 67 pistes en 9 skiliften. In tegenstelling tot grotere wintersportgebieden heeft Bear Valley Mountain geen eigen dorp. Aan de voet van de pistes is een day lodge met basisvoorzieningen. Overnachten kan in het dorp Bear Valley. Vanuit het dorp moeten skiërs met de wagen of shuttlebus naar het wintersportgebied rijden, maar ze kunnen wel al skiënd terugkeren.
Sinds 2014 is Bear Valley Mountain eigendom van Skyline Investments, een Canadese horeca-investeerder. Ook in 2014 hebben de bewoners van Bear Valley zich gegroepeerd in een coöperatie in de hoop het skigebied te kopen (wat niet lukte) en om een lift te bouwen tussen het dorp en het hoger gelegen skigebied.
In de zomer wordt er sinds 1968 een kleinschalig muziekfestival georganiseerd, Bear Valley Music Festival.